# 241e division légère d'infanterie
La 241e division légère d'infanterie est une division d'infanterie de l'armée de terre française qui a participé à la Seconde Guerre mondiale.

## Commandant de la241edivision légère d'infanterie
La division est commandée par le général Lhéritier.

## Composition
La division est formée des  :
- 219e régiment d'infanterie
- 264e régiment d'infanterie
- 4e compagnie du 601e régiment de pionniers (rejoint le 6 juin)
- 98e régiment d'artillerie divisionnaire (deux groupes de canons de 75 TTT)
  - 10e batterie antichar (six canons de 47 AC, rejoint le 6 juin)
- 122e groupe de reconnaissance de division d'infanterie (affecté le 2 juin, rejoint le 8 juin[3])
- 42e escadron du 10e régiment de dragons
- 241/1re compagnie de sapeurs mineurs

Rattachés à la division :
- 404e régiment de pionniers
- 441e régiment de pionniers
- 178e bataillon de sapeurs-mineurs
- 314e bataillon de pontonniers
- 326/11e compagnie de pontonniers
- 56e batterie anti-char automotrice (cinq Laffly W15 TCC et trois canons de 25 CA modèle 1939, rejoint le 6 juin[5])
- 125e groupe de reconnaissance de division d'infanterie (à partir du 18 juin[6])

## Historique
Elle est créée le 27 mai 1940 à partir d'éléments rescapés de la 61e division d'infanterie et de renforts.
Elle est dissoute le 11 juillet 1940.

## Sources